# فري (أنمي)
فري! (باليابانية: フリー، بالروماجي: Fu ri) (بالإنجليزية: Free)‏ هو مسلسل أنمي تلفزيوني ياباني من إخراج هيروكو أوسومي ومن إنتاج استوديو كيوتو أنيميشن، والأنمي يتابع قصة رواية خفيفة اسمها هاي سبيد! (باليابانية: ハイ☆スピード!، بالروماجي:  Hai Supīdo!) (بالإنجليزية:  High Speed!)‏ صدرة في 2 يوليو عام 2013 حتى 8 يوليو عام 2014 وتكونت من مجلدين، عرض الانمي في 26 يوليو عام 2013 وانتهى عرضه في 4 سبتمبر عام 2013 وتكون من 12 حلقة، عرض الجزء الثاني للأنمي في 24 يوليو عام 2014 وانتهى عرضه في 2 سبتمبر عام 2014 وتكون من 13 حلقة، وعرض الجزء الثالث في 11 يوليو عام 2018 وتكون من 12 حلقة، وقام إستوديو كيوتو أنيميشن بأنتاج ثلاثة أفلام للأنمي.

## القصة
تدور أحداث القصة في مدينة إيواتوبي عن هاروكا ناناسي، الذي أحب الغطس في الماء كثيرًا والسباحة فيه. وقبل أن يتخرج من المدرسة الابتدائية، شارك في مسابقة للسباحة برفقة أعضاء نادي السباحة في مدرسته، ماكوتو تاتشيبانا وناغيسا هازوكي ورين ماتسووكا. بعد الفوز بالمسابقة تفرقوا وذهب كل واحد منهم في طريقه. بعد مدة وخلال تواجدهم في المرحلة الثانوية، ظهر رين من جديد وتحدى هاروكا في مباراة سباحة وبدأ يظهر له مدى قوته، فلم يرد هاروكا ترك الأمور على هذه الحال، فقام بتشكيل نادي للسباحة في ثانوية إيواتوبي مع ماكوتو وناغيسا بالإضافة إلى عضو جديد يدعى ري ريوغازاكي، من أجل هزيمة رين.

## الشخصيات

### مدرسة إيواتوبي الثانوية
هاروكا ناناسي (باليابانية: 七瀬 遙، بالروماجي: Nanase Haruka)
مؤدي الصوت: نوبوناغا شيمازاكي.
ماكوتو تاتشيبانا (باليابانية: 橘 真琴، بالروماجي: Tachibana Makoto)
مؤدي الصوت: تاتسوهيسا سوزوكي
ناغيسا هازوكي (باليابانية: 葉月 渚، بالروماجي: Hazuki Nagisa)
مؤدي الصوت: تسوباسا يوناغا
ري ريوغازاكي (باليابانية: 竜ヶ崎 怜، بالروماجي: Ryūgazaki Rei)
مؤدي الصوت: دايسكي هيراكاوا

### أكاديمية ساميزوكا
رين ماتسوكا (باليابانية: 松岡 凛، بالروماجي: Matsuoka Rin)
مؤدي الصوت: مامورو ميانو
سوسوكي يامازاكي (باليابانية: 山崎 宗介، بالروماجي: Yamazaki Sōsuke)
مؤدي الصوت: يوشيماسا هوسويا 
أيتشيرو نيتوري (باليابانية: 似鳥 愛一郎، بالروماجي: Nitori Aiichirō)
مؤدي الصوت: كوكي مياتا 
سيجورو ميكوشيبا (باليابانية: 御子柴 清十郎، بالروماجي: Mikoshiba Seijūrō)
مؤدي الصوت: كينجيرو تسودا
موموتارو ميكوشيبا (باليابانية:  御子柴 百太郎، بالروماجي: Mikoshiba Momotaro)
مؤدي الصوت: كينيتشي سوزومورا

### مدرسة إيواتوبي المتوسطة/طوكيو
كيسومي شيغينو (باليابانية: 鴫野 貴澄، بالروماجي: Shigino Kisumi)
مؤدي الصوت: تشيهيرو سوزوكي
أساهي شينا (باليابانية: 椎名 旭، بالروماجي: Shīna Asahi)
مؤدي الصوت: توشيوكي تويوناغا
إيكويا كيريشيما (باليابانية: 桐嶋 郁弥، بالروماجي: Kirishima Ikuya)
مؤدي الصوت: كوكي أوتشياما
ناتسويا كيريشيما (باليابانية: 桐嶋 夏也، بالروماجي: Kirishima Natsuya)
مؤدي الصوت: كينجي نوجيما
ناو سيريزاوا (باليابانية: 芹沢 尚، بالروماجي: Serizawa Nao)
مؤدي الصوت: ساتوشي هينو
هييوري تونو (باليابانية: 遠野 日和، بالروماجي: Tōno Hiyori)
مؤدي الصوت: ريوهيه كيمورا

### آخرون
غو ماتسوكا (باليابانية: 松岡 江، بالروماجي: Matsuoka Gō)
مؤدية الصوت: أكينو واتانابي
ميهو أماكاتا (باليابانية: 天方 美帆، بالروماجي: Amakata Miho)
مؤدية الصوت: ساتسكي يوكينو
غورو ساسابي (باليابانية: 笹部 吾朗، بالروماجي: Sasabe Gorō)
مؤدي الصوت: هيروشي ياناكا
إيسوزو ميكوشيبا (باليابانية: 御子柴 五十鈴، بالروماجي: Mikoshiba Isuzu)
مؤدية الصوت: رينا ساتو
ريوجي أزوما (باليابانية: 東 龍司، بالروماجي: Azuma Ryuuji)
مؤدي الصوت: تاكيشي كوساو
ميهايرو (باليابانية: ミハイル، بالروماجي: Mihairu)
مؤدي الصوت: هيدينوبو كيوتشي
ران ميتشيبانا (باليابانية: 橘 蘭، بالروماجي: Tachibana Ran)
مؤدية الصوت: مييوكي كوبور
رين ميتشيبانا (باليابانية: 橘 蓮، بالروماجي: Tachibana Ren)
مؤدية الصوت: يوكي ماروياما

## وصلات خارجية
- الموقع الرسمي (باليابانية)
- فري على موقع IMDb (الإنجليزية)
- فري على موقع نتفليكس (الإنجليزية)
- فري على موقع كينوبويسك (الروسية)
- فري على موقع قاعدة بيانات الفيلم (الإنجليزية)